# A Girl of Yesterday
A Girl of Yesterday er en amerikansk stumfilm fra 1915 af Allan Dwan.

## Medvirkende
- Mary Pickford som Jane Stuart
- Jack Pickford som John Stuart
- Gertrude Norman som Angela
- Donald Crisp som A.H. Monroe
- Marshall Neilan som Stanley Hudson